# Karl Friedrich Lessing

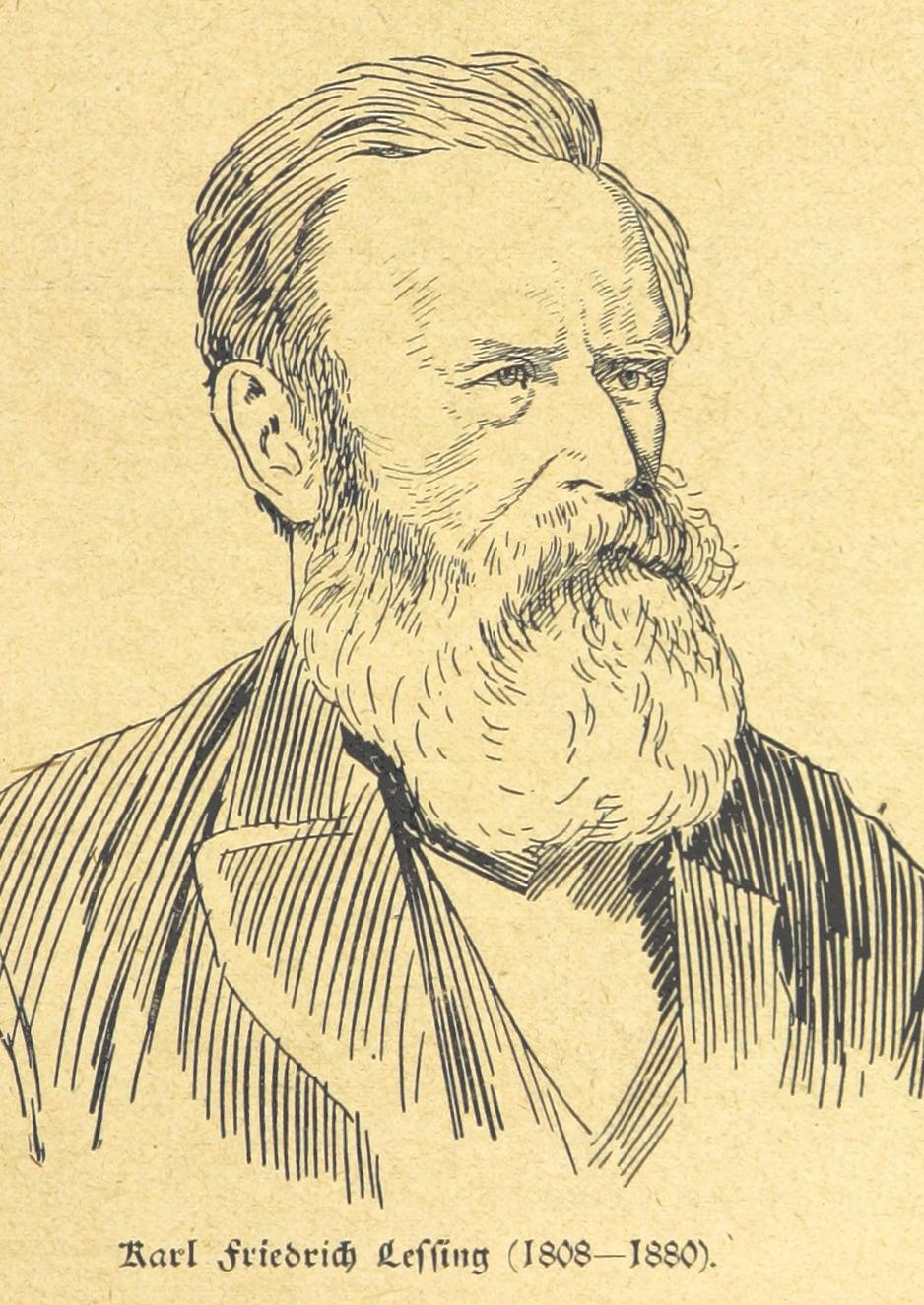
Esboço representando Karl Friedrich Lessing

Karl Friedrich Lessing (Wroclaw, 15 de fevereiro de 1808 - Karlsruhe, 4 de janeiro de 1880) foi um pintor histórico e paisagista alemão, sobrinho-neto de Gotthold Ephraim Lessing.

## Biografia

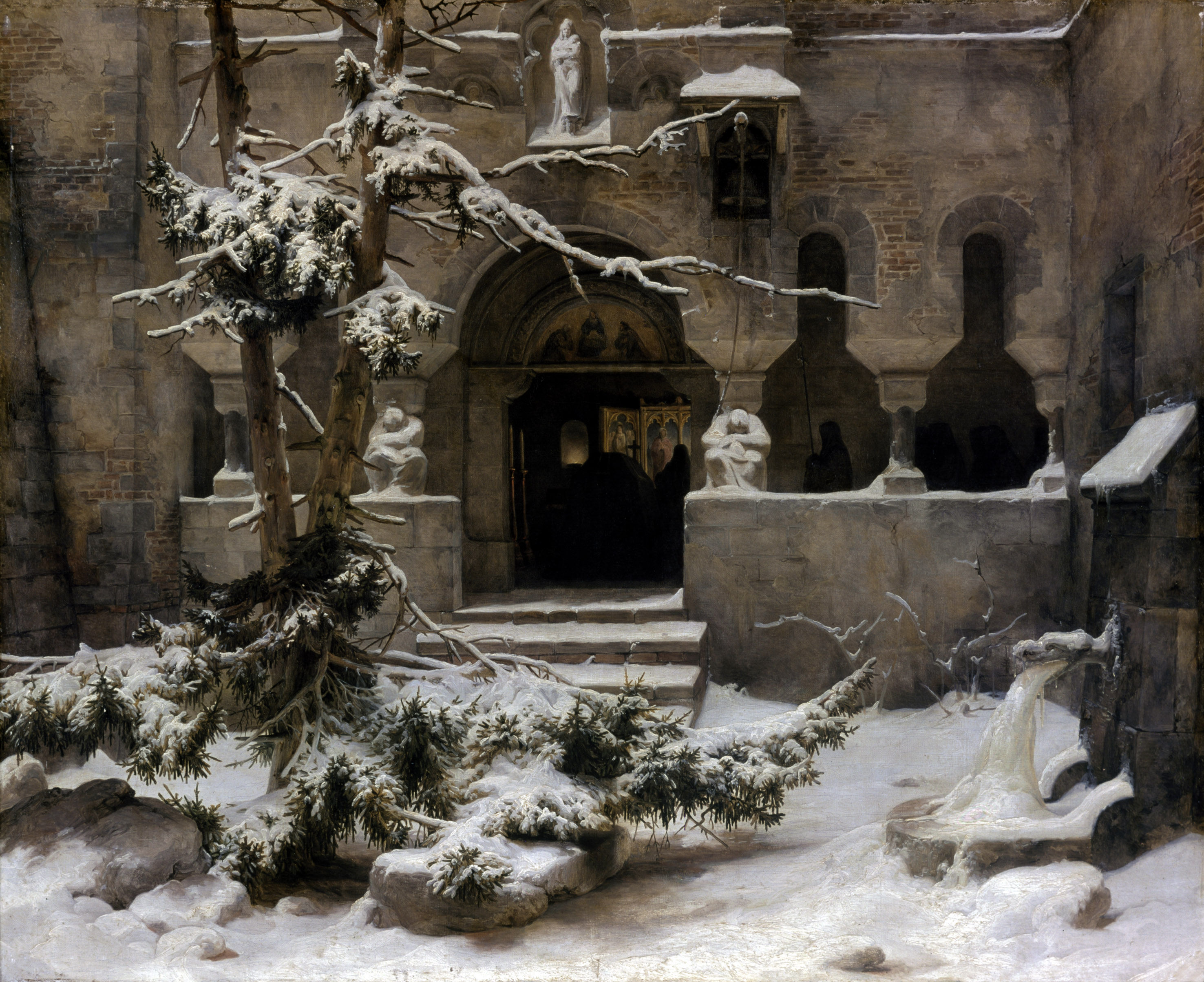
Carl Friedrich Lessing - Mosteiro na neve - Klosterhof im Schnee

Lessing nasceu em Wroclaw e foi aluno de Heinrich Anton Dähling na Academia de Berlim. Ele primeiro se dedicou à paisagem. Nesse período de sua carreira artística, Lessing foi influenciado pelas paisagens de Caspar David Friedrich: seus temas que ele descreveu foram ruínas de castelos, cemitérios esquecidos, formações rochosas escarpadas, que ele habitava com figuras de monges, cavaleiros e ladrões. Em 1826 obteve um prêmio com seu cemitério em ruínas. Ele acompanhou Friedrich Wilhelm Schadow a Düsseldorf, onde continuou seus estudos, dedicando-se a pinturas históricas. Em 1830, quando Schadow foi para a Itália, Lessing ocupou seu lugar como diretor da academia, exercendo grande influência na escola de pintura de Düsseldorf. Sua foto Das trauernde Königspaar (Luto Royal Couple) trouxe grande popularidade. Em 1837, ele recebeu uma medalha de ouro em Paris; ele era um membro da Academia de Berlim e foi o destinatário de várias ordens. Em 1858 ele foi nomeado diretor da galeria em Karlsruhe, onde continuou sua atividade como pintor até sua morte em 1880.

## Obras

Obras selecionadas de Karl Friedrich Lessing
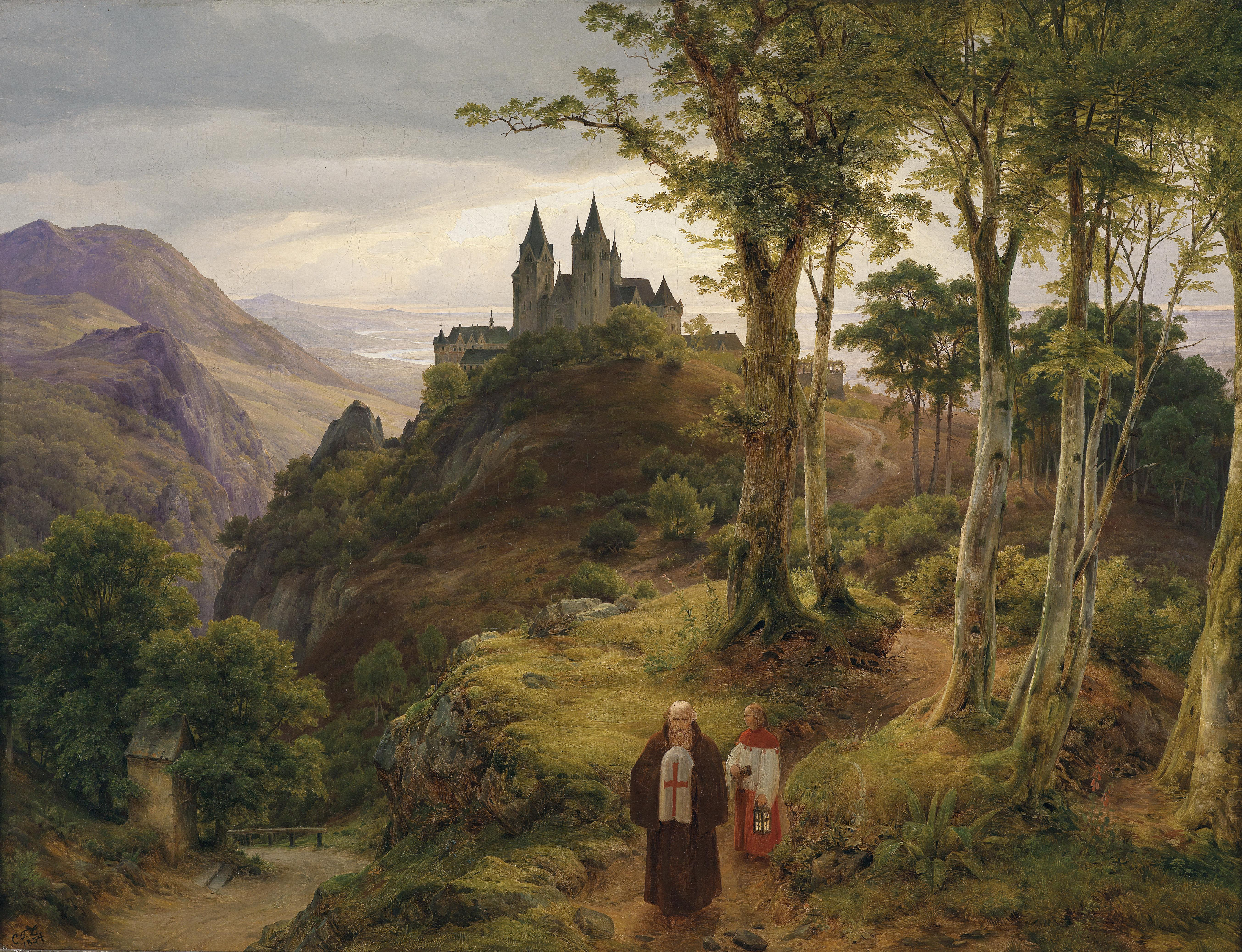
Romantische Landschaft mit Klosteranlage , 1834
O Sermão Hussita, representando os hussitas
Last Crusader
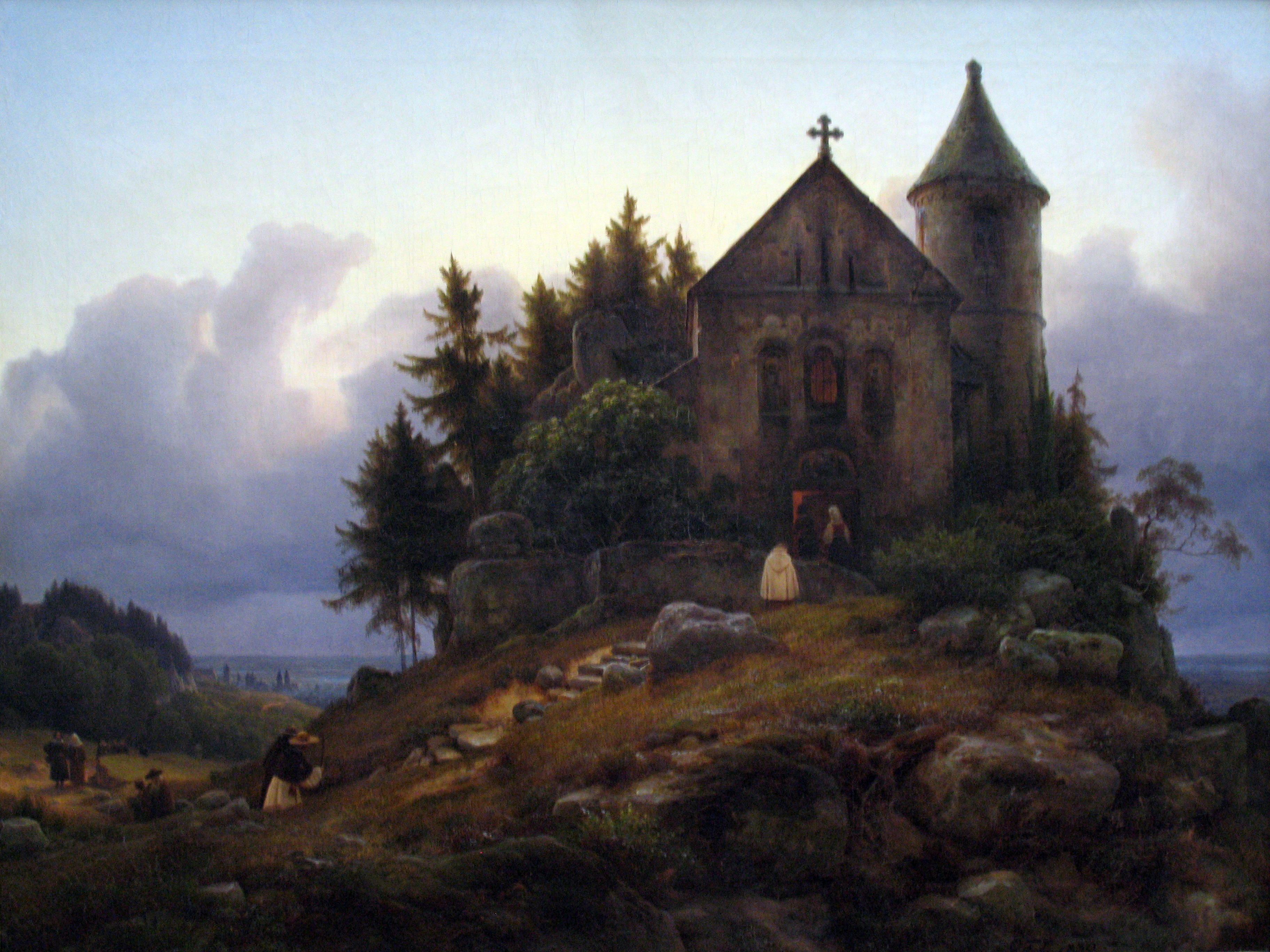
Waldkapelle
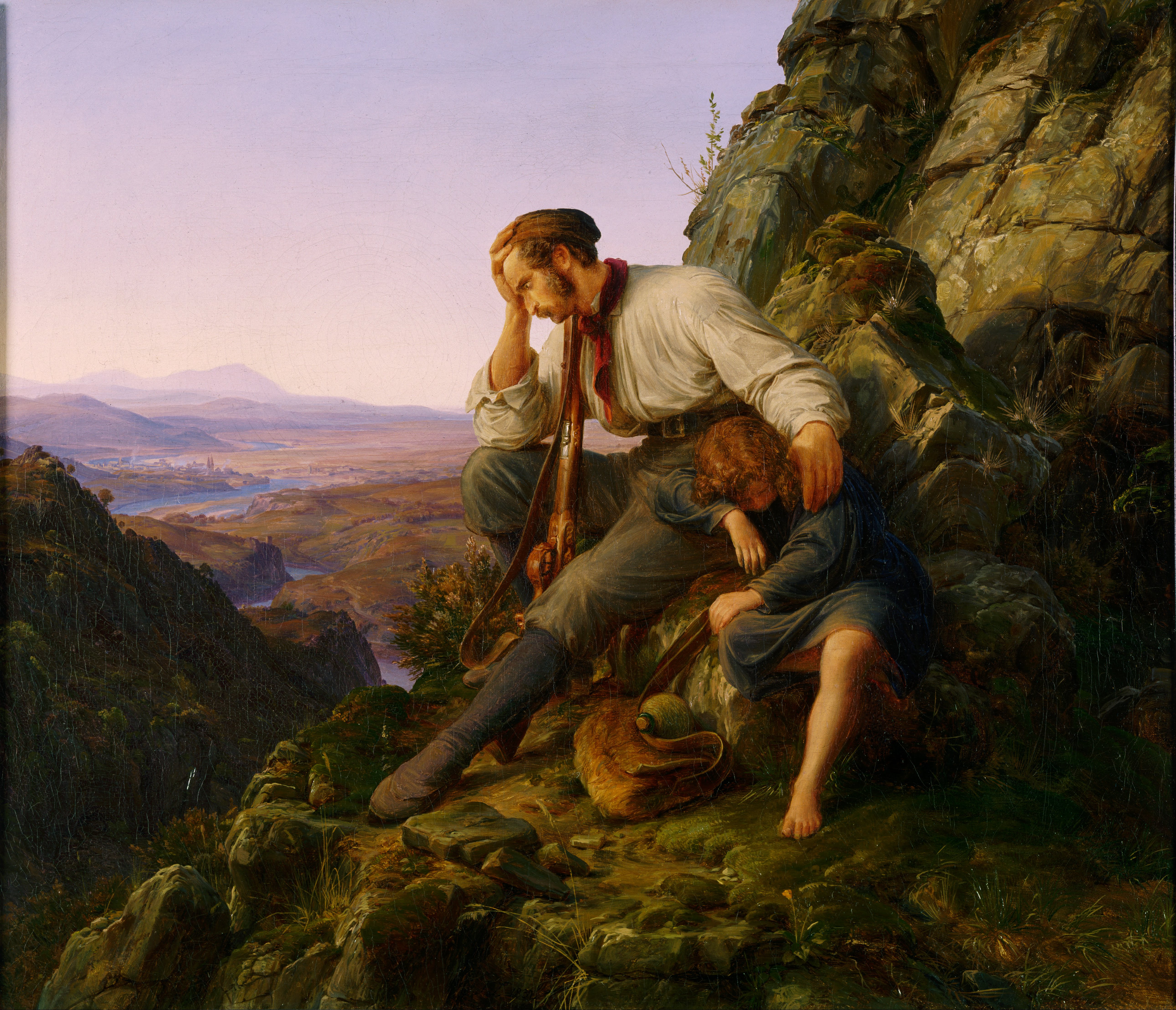
O ladrão e seu filho